# François Ponchaud

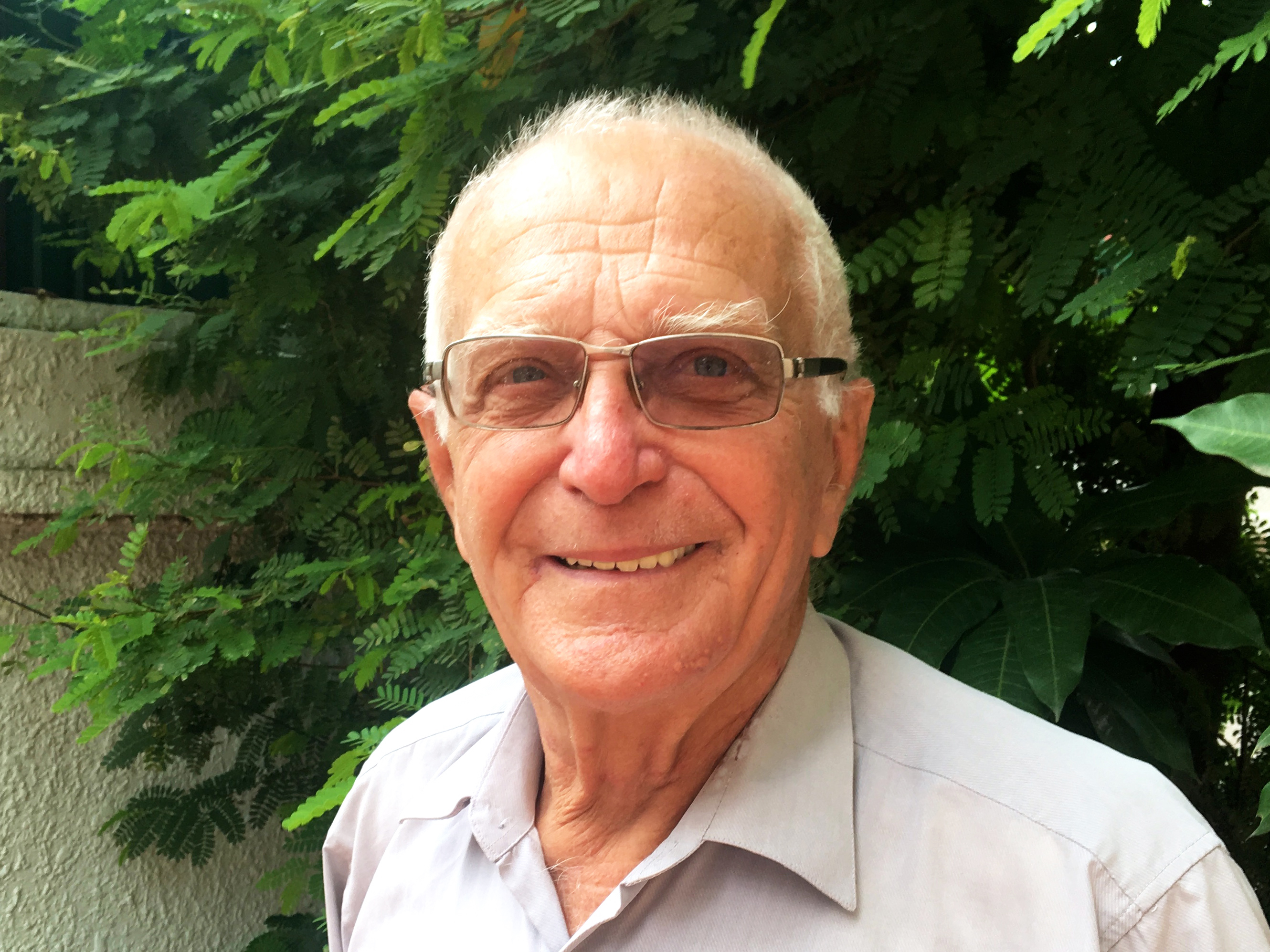
François Ponchaud, 2017

François Leon Ponchaud (* 8. Februar 1939 in Sallanches, Département Haute-Savoie; † 17. Januar 2025 in Aix-en-Provence, Département Bouches-du-Rhône) war ein französischer römisch-katholischer Priester, Autor und Kambodscha-Kenner. Sein 1977 in Paris erschienenes Buch Cambodge année zéro beschreibt die Machtübernahme 1975 durch die Roten Khmer und deren Herrschaftssystem zusammenfassend und detailliert und stellt aufgrund der darin enthaltenen Zeugenaussagen eine der frühesten Quellen für die Verbrechen der Roten Khmer dar.

## Leben

### Jugend
Ponchaud wurde als siebtes von zwölf Kindern geboren. Sein Vater war Landwirt und Generalrat des Departements Hochsavoyen, politisch engagiert im Mouvement républicain populaire. Nach seinem 28-monatigen Wehrdienst als Fallschirmjäger in Algerien trat Ponchaud der Société des Missions Étrangères de Paris (MEP) bei, studierte Theologie an der römischen Gregoriana und wurde danach nach Kambodscha entsandt.

### Priester in Kambodscha
Ponchaud kam am 4. November 1965 im Kambodscha des Prinzen Sihanouk an. Ab 1969 war er Zeuge der von Richard Nixon und Henry Kissinger angeordneten (Flächen-)Bombardements im Rahmen der Operation MENU und der Operation Freedom Deal und ab 1970 des repressiven Regimes des Generals Lon Nol.
Am 17. April 1975 war er Augenzeuge der Eroberung Phnom Penhs durch die Roten Khmer und der unmittelbar anschließenden Zwangsevakuierung der ca. 2,5 Mio. Stadtbewohner auf das Land. Zusammen mit anderen Ausländern, die sich auf dem Gelände der französischen Botschaft in Sicherheit bringen konnten, musste er am 6. Mai 1975 Kambodscha in einem von den Roten Khmer eskortierten Konvoi zur thailändischen Grenze verlassen. In den folgenden Monaten sammelte er in Flüchtlingslagern entlang der kambodschanisch-thailändischen Grenze Berichte von Zeugen, denen die Flucht aus Kambodscha gelungen war, und analysierte die Sendungen von Radio Phnom Penh. 1977 veröffentlichte er auf dieser Grundlage in Paris sein Buch Cambodge année zéro. In diesem schildert er detailliert die Zwangsräumung Phnom Penhs, die Deportationen im übrigen Land, die Ermordung von Soldaten und Funktionsträgern des Lon-Nol-Regimes, der „Intellektuellen“, der Angehörigen der bürgerlichen Schichten und anderer missliebiger Bevölkerungsgruppen (z. B. Langhaarige), das System der Zwangsarbeit, die Hungersnöte und weitere Aspekte der Schreckensherrschaft der Roten Khmer, u. a. auch die Einrichtung von Foltergefängnissen wie Tuol Sleng. Daraufhin sei ihm u. a. von Noam Chomsky vorgeworfen worden, er verstehe die Roten Khmer nicht richtig. Bei vielen linken französischen Intellektuellen habe sein Werk dagegen zu einer Neubewertung der Roten Khmer beigetragen.
Nachdem am 19. Januar 1979 vietnamesische Truppen in Phnom Penh einmarschiert waren, appellierte er in Le Monde an Vietnam und Thailand, Kambodscha für internationale Hilfe und ausländische Beobachter zu öffnen, sowie 1985 an Präsident François Mitterrand, sich unzweideutig gegen das brutale und assimilatorische Verhalten dieser Besatzungsmacht auszusprechen.
In den 1980er-Jahren gründete Ponchaud in Paris das Espace Cambodge, eine Einrichtung, die Kambodschanern bei der Integration in Frankreich helfen sollte.
1993 kehrte er nach Kambodscha zurück und lebte bis 2021 wieder dort. In den folgenden Jahren übersetzte er zusammen mit fünf kambodschanischen Mitarbeitern die Bibel in die Khmer-Sprache. 1994 gründete er das Cambodian Catholic Cultural Centre in Phnom Penh, um Ausländern das Erlernen der Khmer-Sprache zu erleichtern.
In den 2010er-Jahren setzte sich Ponchaud für die Rechte der kambodschanischen Landbevölkerung vor Landraub infolge von Konzessionsvergaben an ausländische Unternehmen ein.
Am 21. Dezember 2021 kehrte Ponchaud nach Frankreich zurück, um dort seinen Lebensabend zu verbringen. Er äußerte bei dieser Gelegenheit den Wunsch, schließlich in Kambodscha begraben zu werden.
François Ponchaud starb am 17. Januar 2025 im Alter von 85 Jahren in Aix-en-Provence.

### Zeuge vor dem Rote-Khmer-Tribunal
Am 9., 10. und 11. April 2013 trat Ponchaud vor dem Rote-Khmer-Tribunal als Zeuge im „Fall 002/01“, in dem es um die Zwangsräumung Phnom Penhs unmittelbar nach dem 17. April 1975, die weiteren „erzwungenen Bevölkerungsbewegungen“ ab September 1975 sowie die Ermordung von Lon-Nol-Soldaten in der Provinz Pursat geht, auf. Vor dem Tribunal zeichnete er von den Roten Khmer das Bild einer Bewegung, die unter der korrupten Herrschaft Sihanouks entstand und das repressive Lon Nol-Regime überlebte, nur um am Ende trotz der ursprünglich lauteren Absichten einiger ihrer hochrangigen Führer, etwa von Khieu Samphan, schlimmer und barbarischer als beide zu werden.
Im Vorfeld hatte Ponchaud die Berechtigung eines Rote-Khmer-Tribunals, an dem von den Vereinten Nationen ausgewählte internationale Richter beteiligt sind, grundsätzlich bezweifelt, da die Vereinten Nationen auf Druck Chinas, der Vereinigten Staaten und Thailands von 1975 bis 1991, also 16 Jahre lang, die Roten Khmer unterstützt hätten, obwohl sie von deren Verbrechen gewusst haben.
Das Tribunal sei auch deshalb zweifelhaft, weil zu viele der aktuell an der Macht befindlichen Kambodschaner in das System der Roten Khmer verstrickt gewesen seien und die „Führer der zweiten Reihe“, die damals den Völkermord tatsächlich ausführen ließen, nicht vor Gericht stünden.

## Schriften
- Cambodge année zéro. Verlag Julliard, 1977, ISBN 2-260-00055-X
- Cambodia: Year Zero. Verlag Henry Holt & Co., 1978, ISBN 978-0-03-040306-4
- La cathédrale de la rizière, 450 ans d’histoire de l’eglise au Cambodge. Verlag Fayard, 1990, ISBN 2-86679-069-3
- mit Dominique Luken-Roze: Cambodge: Vers de nouvelles tragédies? Éditions L’Harmattan, 2005, ISBN 2-7475-9239-1
- mit Sabine Trannin: Les ONG occidentales au Cambodge: La réalité derrière le mythe. Éditions L’Harmattan, 2005, ISBN 2-7475-8102-0
- mit Francesco Strazzari: Buddha e Cristo. Le due salvezze. Edizioni dehoniane di Bologna (EDB), Bologna 2005, ISBN 88-10-60420-2
- Une Brève Histoire du Cambodge. Éditions Siloë, 2007, ISBN 978-2-84231-417-0
- mit Dane Cuypers: L’impertinent du Cambodge – Entretiens. Magellan et Cie., 2013, ISBN 2-35074-238-5